# Francisco Aramburu
Francisco Aramburu, mais conhecido como Chico (Uruguaiana, 7 de janeiro de 1922 — Rio de Janeiro, 1 de outubro de 1997), foi um futebolista brasileiro, que atuava como ponta-esquerda.

## Carreira
Era um ponta-esquerda extremamente veloz, chutava forte com os dois pés. Titular absoluto da camisa 11 do Vasco da Gama, travava duelos memoráveis com seus inúmeros marcadores, especialmente com Biguá, lateral do Flamengo. Ele é considerado um dos maiores jogadores de todos os tempos.
Na Seleção Brasileira, Chico também teve importante desempenho. No Sul-americano de 1946, em Buenos Aires, revidou uma entrada mais dura de um zagueiro argentino e na briga generalizada que se seguiu, apanhou da polícia argentina a golpes de sabre.
Na Copa do Mundo de 1950, jogou quatro partidas e marcou quatro gols pela Seleção Brasileira.

## Títulos
Vasco da Gama
- Copa Internacional Rivadávia: 1953
- Campeonato Sul-Americano de Clubes Campeões: 1948
- Campeonato Carioca: 1945, 1947, 1949, 1950 e 1952[2][3]
- Torneio Início do Rio de Janeiro: 1942, 1944, 1945 e 1948
- Torneio Municipal do Rio de Janeiro: 1944, 1945, 1946 e 1947
- Torneio Relâmpago: 1944 e 1946
- Torneio Gérson dos Santos Coelho: 1948
- Taça Centenários de Portugal: 1947
- Quadrangular Internacional do Rio de Janeiro: 1953
- Taça Cinquentenário do Racing: 1953
- Torneio Internacional do Chile: 1953

Seleção Carioca
- Campeonato Brasileiro de Seleções Estaduais: 1946 e 1950

Seleção Brasileira
- Copa Roca: 1945
- Copa Rio Branco: 1947 e 1950

Premiações
- Jogador do ano: Melhor jogador do Vasco da Gama nas temporadas 1943 e 1953.

Marca Histórica
- 12º Maior Artilheiro da história do Vasco da Gama (132 gols).